# الجمعية الأمريكية للنساء الجامعيات
الجمعية الأمريكية للنساء الجامعيات تأسست رسميًا في عام 1881 وهي منظمة غير ربحية تعمل على تعزيز مساواة النساء والفتيات في مجالات الدعوة والتعليم والبحث. وتمتلك المنظمة شبكة وطنية تضم 170 ألف عضو ومؤيد،  1000 فرع محلى و800 جامعة وشركاء جامعيين، ويقع مقرها في واشنطن.

## التاريخ
قامت ماريون تالبوت وإلين سوالو ريتشاردز بدعوة 15 من الخريجات من 8 كليات لحضور اجتماع في بوسطن ماساتشوستس في عام 1881؛ لإنشاء منظمة للخريجات الجامعيات من شأنها أن تساعد النساء في العثور على فرص أكبر لتوظيف تعليمهن، وكذلك لتشجيع ومساعدة الإناث في الالتحاق بالجامعات.
وقد تأسست «رابطة خريجات الجامعة» رسميًا في 14 يناير عام 1882؛ لتعمل على تحسين معايير التعليم للنساء حتى يكون التعليم العالي للرجال والنساء متساويا في النطاق والصعوبة.
وكانت «رابطة خريجات الجامعة» تجتمع فقط في بوسطن مع بدايات عام 1884 ولكن نظرًا لأن النساء أصبحن أكثر إدراكًا لقيمة عملهن في جميع أنحاء العالم؛  رأت الرابطة أن التوسع في الفروع كان ضروريًا لمواصلة العمل وعليه تم إنشاء أول فرع في العاصمة واشنطن عام 1884، ومن ثم الفروع الأخرى في  نيويورك والمحيط الهادئ (سان فرانسيسكو) وفيلادلفيا وبوسطن في عام 1886.
وعملت المنظمة في عام 1885 على واحدة من أولى مشاريعها الرئيسية، فكان من الضرورة بمكان تبرير الهدف من وجودها حيث ساد اعتقاد شائع في ذلك الوقت ألا وهو: «أن التعليم الجامعي سيضر بصحة المرأة ويؤدي إلى العقم»  وتم دعم هذه الأسطورة من قبل الدكتور بوسطن إدوارد كلارك  خريج  جامعة هارفارد.
لذا أعدت لجنة «رابطة خريجات الجامعة» برئاسة آني هاوز سلسلة من الأسئلة التي تم إرسالها إلى 1290من أعضاء الرابطة؛ وتم استلام 705 جواب عليها. وبعد جدولة النتائج  فقد أظهرت البيانات أن التعليم العالي لا يضر بصحة المرأة. وعليه فقد نُشر تقرير بعنوان «الإحصاءات الصحية لخريجات الكليات» بالتعاون مع مكتب إحصاءات العمل في ماساتشوستس عام 1885، وكان هذا التقرير البحثي الأول من ضمن العديد من التقارير التي أجرتها الرابطة في تاريخها.